# Lepa Lukić
Lepa Lukić, pravoga imena Lepava Mušović (Miločaj kraj Kraljeva, 13. siječnja 1940.), srbijanska je pjevačica narodne glazbe. Među najpopularnijim je i najtiražnijim pjevačima u Srbiji, sa Zoricom Brunclik, Lepom Brenom, Šabanom Šaulićem i Miroslavom Ilićem. Srbijanski mediji prozvali su je „kraljicom narodne muzike”.[nedostaje izvor]
Pjevačku karijeru počela je snimanjem dueta i singl ploča (1965.), pjevajući s Gvozdenom Radičevićem, Mićom Stojanovićem i Mirom Vasiljević. Popularnost stječe pjesmom "Od izvora dva putića" Petra Tanasijevića 1966. godine, koji je, kao skladatelj, autor svih njezinih kasnijih uspješnica (Pevam i tugujem, Oj, meseče zvezdo sjajna). Na prvome Festivalu narodne glazbe "Ilidža" u Sarajevu 1969. pobijedila je pjesmom "Oplakana ljubav". Glumila je u filmovima "I Bog stvori kafansku pevačicu" 1972. i "Paja i Jare" 1973. godine te jednoj epizodi TV serije "Kamiondžije" 1972. godine. Snimila je brojne trajne snimke izvornih narodnih pjesama. Diskografske uspjehe ostvarila je i pjesmama drugih autora: "Sine, sine moj" Radojke Živković, "Izvini, ali mnogo mi je žao" Larija Nanosa (1978.), a najveći "Srce je moje violina" Miše Markovića 1989. godine. 
U pjevanju je mezzosopran. Tri puta se udavala. Živi u naselju Žarkovo u Beogradu. 